# Departamento Empedrado
Das Departamento Empedrado liegt im Nordwesten der Provinz Corrientes im Nordosten Argentiniens und ist eine von 25 Verwaltungseinheiten der Provinz. 
Im Norden grenzt es an das Departamento Capital, im Nordosten an das Departamento San Luis del Palmar, im Südosten an das Departamento Mburucuyá, im Süden an das Departamento Saladas und im Westen an die Provinzen Chaco und Santa Fe, von denen es durch den Río Paraná getrennt ist. 
Die Hauptstadt des Departamento Empedrado ist die gleichnamige Stadt Empedrado.

## Städte und Gemeinden
- Empedrado
- El Sombrero

Koordinaten: 27° 54′ S, 58° 36′ W